# Entomogramma vanua
Entomogramma vanua là một loài bướm đêm trong họ Erebidae.